# ناحیه جحانة
ناحیهٔ جحانة (به عربی: مدیریة جحانة) یک ناحیه در یمن است که در استان صنعا واقع شده‌است. ناحیهٔ جحانة ۵۰٬۷۴۷ نفر جمعیت دارد.